# Élections législatives de 1951 en Tarn-et-Garonne
Les élections législatives françaises de 1951 se tiennent le 17 juin. Ce sont les deuxièmes élections législatives de la Quatrième République.

## Mode de scrutin
Représentation proportionnelle plurinominale suivant la méthode du plus fort reste dans 103 circonscriptions, conformément à la loi des apparentements : les listes qui se sont « apparentées » avant l'élection remportent tous les sièges de la circonscription si leurs voix ajoutées obtiennent la majorité absolue des suffrages exprimés. Il y a 629 sièges à pourvoir.
Le vote préférentiel est admis. 
Dans le département de Tarn-et-Garonne, trois députés sont à élire.

## Candidats

### Liste du Rassemblement des gauches républicaines et du parti radical-socialiste
| N° | Candidats | Candidats      | Parti   | Principales fonctions                                                                                             |
| -- | --------- | -------------- | ------- | --- |
| 01 |           | Jean Baylet    | Radical | Député sortant, conseiller général du canton de Valence-d'Agen, maire de Valence-d'Agen, ancien déporté politique |
| 02 |           | Adrien Laplace | Radical | Agriculteur, ancien résistant, Médaille de la Résistance                                                          |
| 03 |           | Jean Lacaze    | RGR     | Pharmacien, adjoint au maire de Grisolles, ancien résistant déporté                                               |

### Liste d'Union républicaine résistante et antifasciste présentée par le Parti communiste français
| N° | Candidats | Candidats    | Parti | Principales fonctions                                                  |
| -- | --------- | ------------ | ----- | ---------------------------------------------------------------------- |
| 01 |           | Pierre Juge  | PCF   | Ouvrier de l'alimentation, député sortant                              |
| 02 |           | Paul Ardouin | PCF   | Agriculteur, ancien résistant, responsable syndical paysan, Escatalens |
| 03 |           | Roger Vié    | PCF   | Artisan maroquinier, Montauban                                         |

### Liste du Mouvement républicain populaire
| N° | Candidats | Candidats       | Parti | Principales fonctions                                                                              |
| -- | --------- | --------------- | ----- | -------------------------------------------------------------------------------------------------- |
| 01 |           | Henri Lacaze    | MRP   | Député sortant, inspecteur principal de la population au ministère de la santé publique, Montauban |
| 02 |           | Maurice Dablanc | MRP   | Notaire, maire de Montpezat-de-Quercy                                                              |
| 03 |           | Raymond Bachala | MRP   | Docteur vétérinaire, adjoint au maire de Castelsarrasin                                            |

### Liste du Rassemblement du peuple français
| N° | Candidats | Candidats              | Parti | Principales fonctions                             |
| -- | --------- | ---------------------- | ----- | ------------------------------------------------- |
| 01 |           | Michel Boscher         | RPF   | Commissaire-priseur, maire d'Évry (Seine-et-Oise) |
| 02 |           | Jean Davet             | RPF   | Notaire                                           |
| 03 |           | Pierre de Sainte-Marie | RPF   | Propriétaire-exploitant, ingénieur, Saint-Loup    |

### Liste socialiste [SFIO
| N° | Candidats | Candidats              | Parti | Principales fonctions                         |
| -- | --------- | ---------------------- | ----- | --------------------------------------------- |
| 01 |           | Bernard Ségalas-Talous | SFIO  | Professeur, conseiller municipal de Montauban |
| 02 |           | Donatien Besombes      | SFIO  | Forgeron, maire de Réalville                  |
| 03 |           | Paulin Dupuy           | SFIO  | Agriculteur, maire de Lavit                   |

### Liste de l'Union démocratique et socialiste de la résistance
| N° | Candidats | Candidats        | Parti | Principales fonctions |
| -- | --------- | ---------------- | ----- | --------------------- |
| 01 |           | Alexandre Griffe | UDSR  | Employé               |
| 02 |           | Marc Fort        | UDSR  | Employé               |
| 03 |           | Mathieu Soula    | UDSR  | Comptable             |

### Liste du Centre national des indépendants et paysans
| N° | Candidats | Candidats       | Parti | Principales fonctions                          |
| -- | --------- | --------------- | ----- | ---------------------------------------------- |
| 01 |           | Christian Ancel | CNIP  | Avocat, Montauban                              |
| 02 |           | Joseph Bachala  | CNIP  | Agriculteur, Montbeton                         |
| 03 |           | Jean Ruamps     | CNIP  | Agriculteur, maire de Saint-Étienne-de-Tulmont |

## Élus
| Député sortant | Parti | Parti   | Député élu ou réélu | Parti | Parti   |
| -------------- | ----- | ------- | ------------------- | ----- | ------- |
| Pierre Juge    |       | PCF     | Adrien Laplace      |       | Rad soc |
| Henri Lacaze   |       | MRP     | Henri Lacaze        |       | MRP     |
| Jean Baylet    |       | Rad soc | Jean Baylet         |       | Rad soc |

## Résultats

### Résultats à l'échelle du département
- Les listes du RGR-Rad, du MRP, de la SFIO et du CNIP se sont apparentées.
- Leurs voix cumulées représentant plus de 50% des exprimés, tous les sièges sont répartis à la proportionnelle entre les partis apparentés.

| Parti    | Parti     | Tête de liste          | Résultats | Résultats | Sièges |  |
| Parti    | Parti     | Tête de liste          | Voix      | %         |        |  |
| -------- | --------- | ---------------------- | --------- | --------- | ------ |  |
|          | RGR-Rad * | Jean Baylet            | 20 548    | 26,43     | 2      |  |
|          | PCF       | Pierre Juge            | 18 185    | 23,39     | 0      |  |
|          | RPF       | Michel Boscher         | 10 061    | 12,94     | 0      |  |
|          | MRP *     | Henri Lacaze           | 8 603     | 11,07     | 1      |  |
|          | SFIO *    | Bernard Ségalas-Talous | 7 820     | 10,06     | 0      |  |
|          | UDSR      | Alexandre Griffe       | 6 924     | 8,91      | 0      |  |
|          | CNIP *    | Christian Ancel        | 4 864     | 6,26      | 0      |  |
|          |           |                        |           |           |        |  |
| Inscrits | Inscrits  | Inscrits               | 100 989   | 100,00    | 3      |  |
| Votants  | Votants   | Votants                | 80 863    | 80,07     |        |  |
| Exprimés | Exprimés  | Exprimés               | 77 742    | 96,14     |        |  |